# Caci
Titus Caci (llatí: Titus Catius) va ser un filòsof epicuri ínsubre nascut a la Gàl·lia Transpadana que va escriure una obra en quatre llibres sobre la natura de les coses i sobre el bé principal (de Rerum Natura et de summo Bono), divulgant les obres d'Epicur.
No és segur que sigui el mateix Caci a qui Horaci va incloure en una de les seves Sàtires, la quarta del llibre segon, on parlava de temes sepulcrals relacionats amb els plaers de la taula. Ciceró en una carta escrita l'any 45 aC diu que havia mort recentment, i parla amb el seu corresponsal dels spectra caciana (espectres cacians), és a dir els εἴδωλα o imatges que els epicuris invocaven a la seva ment per representar idees absents. Quintilià el caracteritza com in Epicureis levis quidem sed non injucundus auctor, quan parla del seu llibre.